# Dyskografia Jennifer Lopez
Dyskografia amerykańskiej piosenkarki popowej Jennifer Lopez obejmuje: osiem albumów studyjnych, cztery kompilacji, jednego remiks albumu, dwa minialbumy, trzydzieści pięć singli i osiem singli promocyjnych. Od 1999 do 2010 roku artystka nagrywała dla wytwórni Epic Records, po czym podpisała kontrakt z Island, jej aktualną firmą fonograficzną. Szacuje się, że do dziś wszystkie nagrania Lopez sprzedały się w 75 milionach egzemplarzy na całym świecie.

## Albumy studyjne
| Rok  | Tytuł              | Pozycje na listach sprzedaży | Pozycje na listach sprzedaży | Pozycje na listach sprzedaży | Pozycje na listach sprzedaży | Pozycje na listach sprzedaży | Pozycje na listach sprzedaży | Pozycje na listach sprzedaży | Pozycje na listach sprzedaży | Pozycje na listach sprzedaży | Pozycje na listach sprzedaży | Sprzedane egzemplarze (szacunkowo)                            | Certyfikaty                                  |
| Rok  | Tytuł              | USA                          | AUS                          | CAN                          | FRA                          | GER                          | NLD                          | NZL                          | SWE                          | SWI                          | UK                           | Sprzedane egzemplarze (szacunkowo)                            | Certyfikaty                                  |
| ---- | ------------------ | ---------------------------- | ---------------------------- | ---------------------------- | ---------------------------- | ---------------------------- | ---------------------------- | ---------------------------- | ---------------------------- | ---------------------------- | ---------------------------- | ------------------------------------------------------------- | -------------------------------------------- |
| 1999 | On the 6           | 8                            | 11                           | 5                            | 15                           | 3                            | 6                            | 18                           | 20                           | 3                            | 14                           | 8 000 000 3 000 000 300 000 35 000 500 000 60 000             | 5× Platyna 3× Platyna Platyna 2× Złoto Złoto |
| 2001 | J.Lo               | 1                            | 2                            | 1                            | 6                            | 1                            | 4                            | 3                            | 7                            | 1                            | 2                            | 12 000 000 4 000 000 2 000 000 300 000 140 000 200 000 50 000 | 4× Platyna 2× Platyna Platyna Złoto          |
| 2002 | This Is Me... Then | 2                            | 14                           | 5                            | 4                            | 4                            | 7                            | 19                           | 7                            | 3                            | 13                           | 6 000 000 2 500 000 1 000 000 300 000 70 000 200 000          | 2× Platyna Platyna 2× Złoto Złoto            |
| 2005 | Rebirth            | 2                            | 10                           | 2                            | 7                            | 3                            | 1                            | 22                           | 14                           | 1                            | 8                            | 3 000 000 1 000 000 100 000 35 000 80 000                     | Platyna Złoto                                |
| 2007 | Como Ama una Mujer | 10                           | –                            | –                            | 11                           | 4                            | 31                           | –                            | 49                           | 1                            | –                            | 800 000 207 000                                               |                                              |
| 2007 | Brave              | 12                           | 46                           | 13                           | 28                           | 41                           | 24                           | –                            | 59                           | 6                            | 24                           | 650 000 166 000                                               |                                              |
| 2011 | Love?              | 5                            | 9                            | 2                            | 7                            | 4                            | 18                           | 12                           | 14                           | 1                            | 6                            | 1 065 000 318 000 80 000 20 000                               | Platyna Złoto                                |
| 2014 | A.K.A.             | 8                            | –                            | –                            | –                            | –                            | –                            | –                            | –                            | 15                           | 41                           | ~100 000                                                      |                                              |

## Single
| Rok  | Tytuł                                                        | Album                           | Miejsce           | Miejsce         | Miejsce | Miejsce   | Miejsce | Miejsce | Miejsce | Miejsce | Miejsce  | Miejsce | Miejsce         | Miejsce | Sprzedaż    |
| Rok  | Tytuł                                                        | Album                           | Stany Zjednoczone | Wielka Brytania | Kanada  | Australia | Niemcy  | Polska  | Francja | Włochy  | Norwegia | Japonia | Unia Europejska |         | Sprzedaż    |
| ---- | ------------------------------------------------------------ | ------------------------------- | ----------------- | --------------- | ------- | --------- | ------- | ------- | ------- | ------- | -------- | ------- | --------------- | ------- | ----------- |
| 1999 | „If You Had My Love”                                         | On the 6                        | 1                 | 4               | 1       | 1         | 5       | 1       | 4       | 4       | 7        | -       | -               | 1       | 5.837.000   |
| 1999 | „No Me Ames” (duet z Marc Anthony)                           | On the 6                        | -                 | -               | -       | -         | -       | -       | -       | -       | -        | -       | -               | -       | -           |
| 1999 | „Waiting for Tonight”                                        | On the 6                        | 8                 | 5               | 13      | 4         | 6       | 4       | 10      | 3       | -        | 7       | -               | 1       | 3.347.000   |
| 2000 | „Feelin’ So Good” (gościnnie Big Pun i Fat Joe)              | On the 6                        | 51                | 15              | 7       | 20        | 39      | -       | -       | 23      | -        | 100     | -               | -       | -           |
| 2000 | „Let’s Get Loud”                                             | On the 6                        | -                 | -               | -       | 9         | 13      | 40      | -       | -       | -        | -       | -               | 14      | -           |
| 2001 | „Love Don’t Cost a Thing”                                    | J. Lo                           | 3                 | 1               | 1       | 4         | 6       | 1       | 5       | 1       | 3        | 9       | -               | 1       | 4.813.000   |
| 2001 | „Play”                                                       | J. Lo                           | 18                | 3               | 5       | 14        | 19      | 1       | 20      | 8       | 12       | -       | -               | 2       | 2.880.000   |
| 2001 | „Ain’t It Funny”                                             | J. Lo                           | -                 | 3               | -       | 9         | -       | 8       | 13      | 14      | 9        | -       | -               | 1       | 2.945.000   |
| 2001 | „I’m Real”/„I’m Real (Murder Remix)”                         | J. Lo/J to tha L-O! The Remixes | 1                 | 4               | 6       | 3         | 11      | 1       | 3       | 16      | 4        | 15      | -               | 5       | 3.190.000   |
| 2002 | „Ain’t It Funny (Murder Remix)”                              | J to tha L-O! The Remixes       | 1                 | 3               | 12      | -         | 18      | 12      | -       | 14      | -        | -       | -               | 1       | -           |
| 2002 | „I’m Gonna Be Alright”                                       | J to tha L-O! The Remixes       | 10                | 3               | 29      | 16        | 6       | 16      | 12      | 24      | 10       | -       | -               | 9       | -           |
| 2002 | „Jenny from the Block”                                       | This Is Me... Then              | 3                 | 3               | 1       | 5         | 7       | 1       | 5       | 4       | 5        | -       | -               | 2       | 3.889.000   |
| 2003 | „All I Have” (gościnnie LL Cool J)                           | This Is Me... Then              | 1                 | 2               | 6       | 2         | 19      | 7       | 29      | 13      | 5        | -       | -               | 2       | 3.164.000   |
| 2003 | „I’m Glad”                                                   | This Is Me... Then              | 32                | 11              | 8       | 10        | 44      | 4       | -       | 17      | 50       | 30      | 16              | 9       | 3.000.000   |
| 2004 | „Baby I Love U!”                                             | This Is Me... Then              | 72                | 3               | -       | -         | -       | 18      | -       | -       | -        | -       | 12              | 34      | -           |
| 2005 | „Get Right”                                                  | Rebirth                         | 12                | 1               | 3       | 3         | 7       | 12      | 2       | 1       | 7        | -       | -               | 1       | 4.027.000   |
| 2005 | „Hold You Down” (gościnnie Fat Joe)                          | Rebirth                         | 64                | 6               | 56      | 17        | 44      | 57      | -       | 22      | -        | 55      | -               | -       | -           |
| 2006 | „Control Myself” (gościnnie u LL Cool J)                     | Todd Smith                      | 4                 | 2               | 4       | 17        | 25      | -       | -       | -       | -        | 75      | -               | 17      | -           |
| 2007 | „Qué Hiciste”                                                | Como Ama una Mujer              | 86                | -               | -       | -         | 10      | 36      | -       | 1       | -        | -       | -               | 19      | -           |
| 2007 | „Me Haces Falta”                                             | Como Ama una Mujer              | -                 | -               | -       | -         | -       | -       | -       | -       | -        | -       | -               | -       | -           |
| 2007 | „Do It Well”                                                 | Brave                           | 31                | 11              | 23      | 18        | 30      | 14      | 29      | 2       | -        | -       | 8               | 13      | -           |
| 2008 | „Hold It Don't Drop It”                                      | Brave                           | -                 | 72              | -       | -         | -       | 55      | -       | 4       | -        | -       | -               | -       | -           |
| 2009 | „Fresh Out the Oven” (gościnnie Pitbull)                     | -                               | -                 | -               | -       | -         | -       | -       | -       | -       | -        | -       | -               | -       | -           |
| 2009 | „Louboutins”                                                 | -                               | -                 | -               | -       | -         | -       | -       | -       | -       | -        | -       | -               | -       | -           |
| 2011 | „On the Floor” (gościnnie Pitbull)                           | Love?                           | 3                 | 1               | 1       | 1         | 1       | 3       | 1       | 1       | 1        | 10      | 1               | 1       | 7.375.000 + |
| 2011 | „I’m Into You”(gościnnie Lil Wayne)                          | Love?                           | 41                | 10              | 61      | 45        | -       | -       | 38      | -       | 9        | -       | -               | 24      | 870.000 +   |
| 2011 | „Papi”                                                       | Love?                           | 96                | 67              | 50      | -         | -       | -       | 28      | -       | -        | -       | -               | -       | -           |
| 2012 | „Dance Again”(gościnnie Pitbull)                             | Dance Again... the Hits         | 17                | 11              | 4       | 28        | 14      | -       | 15      | -       | 17       | -       | -               | 11      | 2.200.000 + |
| 2012 | „Goin' In”(gościnnie Flo Rida)                               | Dance Again... the Hits         | -                 | -               | 54      | -         | 67      | -       | -       | -       | -        | -       | -               | -       | -           |
| 2013 | „Live It Up”(gościnnie Pitbull)                              | –                               | 60                | 17              | 16      | 20        | 36      | -       | 67      | -       | -        | -       | -               | 38      | -           |
| 2014 | „I Luh Ya Papi” (gościnnie French Montana)                   | „A.K.A.”                        | 77                | -               | 78      | -         | -       | -       | -       | -       | -        | -       | -               | -       | -           |
| 2014 | „First Love”                                                 | „A.K.A.”                        | 87                | 63              | -       | -         | -       | -       | 193     | -       | -        | -       | -               | -       | -           |
| 2014 | „Booty”(gościnnie Iggy Azalea)                               | „A.K.A.”                        | 18                | 137             | 11      | 27        | 78      | –       | 93      | -       | -        | -       | -               | -       | –           |
| 2015 | „Feel The Light”                                             | Home                            | -                 | -               | -       | -         | -       | -       | -       | -       | -        | -       | -               | -       | -           |
| 2015 | „A Selena Tribute”                                           | –                               | -                 | -               | -       | -         | -       | -       | -       | -       | -        | -       | -               | -       | -           |
| 2016 | „Ain’t Your Mama”                                            | -                               | 76                | 182             | 34      | -         | 5       | -       | 11      | -       | -        | -       | -               | -       | -           |
| 2016 | „Love Make the World Go Round”(gościnnie Lin-Manuel Miranda) | –                               | 72                | –               | –       | –         | –       | –       | –       | –       | –        | –       | –               | –       | –           |
| 2017 | „Ni Tú Ni Yo” (featuring Gente de Zona)                      | Por Primera Vez                 | –                 | –               | –       | –         | –       | –       | 82      | –       | –        | –       | –               | –       | –           |
| 2017 | „Amor, Amor, Amor” (featuring Wisin)                         | Por Primera Vez                 | –                 | –               | –       | –         | –       | –       | 120     | –       | –        | –       | –               | –       | –           |

## Inne

### Gościnnie na albumach
| Rok  | Utwór                                                                          | Album                                  |
| ---- | ------------------------------------------------------------------------------ | -------------------------------------- |
| 1999 | „Spanish Fly” (Black Rob, gościnnie Jennifer Lopez)                            | Life Story                             |
| 1999 | „No Me Ames” (gościnnie Marc Anthony)                                          | Desde un Principio: From the Beginning |
| 2001 | „Dame” (gościnnie Chayanne)                                                    | Simplemente (special edition)          |
| 2001 | „I’m Real” (Murder Remix) (gościnnie Ja Rule)                                  | Pain Is Love                           |
| 2002 | „Ain’t It Funny” (Murder Remix) (gościnnie Ja Rule oraz Caddillac Tah)         | Irv Gotti Presents: The Inc.           |
| 2003 | „All I Have” (gościnnie LL Cool J)                                             | 10 (special edition)                   |
| 2004 | „Escapémonos” (Ballad Version) (gościnnie Marc Anthony)                        | Amar Sin Mentiras                      |
| 2004 | „Escapémonos” (Salsa Version) (gościnnie Marc Anthony)                         | Valió La Pena                          |
| 2005 | „Hold You Down” (gościnnie Fat Joe)                                            | All or Nothing                         |
| 2005 | „Ain’t It Funny” (Murder Remix) (gościnnie Ja Rule oraz Caddillac Tah)         | Exodus                                 |
| 2006 | „Control Myself” (LL Cool J gościnnie Jennifer Lopez)                          | Todd Smith                             |
| 2007 | „This Boy’s Fire” (Carlos Santana gościnnie Jennifer Lopez & Baby Bash)        | Ultimate Santana: Greatest Hits        |
| 2011 | „T.H.E. (The Hardest Ever)” (Will.i.am gościnnie Jennifer Lopez & Mick Jagger) | #willpower                             |
| 2012 | „Follow the Leader” (Wisin & Yandel gościnnie Jennifer Lopez)                  | Los Líderes                            |

### Pozostałe
| Rok  | Utwór                        | Artysta                      | Album          | Adnotacja        |
| ---- | ---------------------------- | ---------------------------- | -------------- | ---------------- |
| 1999 | „Forever (Intro)”            | Puff Daddy                   | Forever        | Dodatkowe wokale |
| 1999 | „Is This the End (Part Two)” | Puff Daddy, gościnnie Twista | Forever        | Dodatkowe wokale |
| 2006 | „Qué Precio Tiene el Cielo”  | Marc Anthony                 | Sigo Siendo Yo | Chórek, refren   |

### Soundtrack
| Rok  | Utwór                    | Film               |
| ---- | ------------------------ | ------------------ |
| 1999 | „Baila”                  | Music of the Heart |
| 2002 | „Alive”                  | Enough             |
| 2003 | „Baby I Love U!”         | Gigli              |
| 2007 | „Toma De Mí”             | El Cantante        |
| 2007 | „Por Qué la Vida Es Así” | Bordertown         |

### Single promocyjne
| Rok  | Utwór                 | Album              |
| ---- | --------------------- | ------------------ |
| 2000 | „El Deseo de Tu Amor” | On the 6           |
| 2000 | „Open Off My Love”    | On the 6           |
| 2001 | „Cariño”              | J. Lo              |
| 2001 | „Si Ya Se Acabó”      | J. Lo              |
| 2004 | „The One”             | This Is Me... Then |
| 2004 | „Still”               | This Is Me... Then |
| 2005 | „Step into My World”  | Rebirth            |
| 2005 | „Cherry Pie”          | Rebirth            |
| 2007 | „Me Haces Falta”      | Como Ama Una Mujer |
| 2007 | „Te Voy A Querer”     | Como Ama Una Mujer |
| 2007 | „Porque Te Marchas”   | Como Ama Una Mujer |

## DVD
| Rok  | Informacje |
| ---- | --- |
| 2000 | Feelin’ So Good - Wydany: 10 października 2000 - Format: DVD - Najwyższa pozycja US: #2 - Certyfikat US: Złoto  |
| 2003 | Let’s Get Loud - Wydany: 11 lutego 2003 - Format: DVD - Najwyższa pozycja US: #1 - Certyfikat US: Złoto         |
| 2003 | The Reel Me - Wydany: 18 listopada 2003 - Format: DVD/CD - Najwyższa pozycja US: #1 - Certyfikat US: 3x Platyna |

## Teledyski
| Rok  | Tytuł                                                                  | Reżyser                            |
| ---- | ---------------------------------------------------------------------- | ---------------------------------- |
| 1998 | „Baila”                                                                | Stephen Olow                       |
| 1999 | „If You Had My Love”                                                   | Paul Hunter                        |
| 1999 | „No Me Ames” (gościnnie Marc Anthony)                                  | Kevin Bray                         |
| 1999 | „Waiting for Tonight”                                                  | Francis Lawrence                   |
| 1999 | „Waiting for Tonight” (Hex's Momentous Remix)                          | Francis Lawrence                   |
| 1999 | „Una Noche Más”                                                        | Francis Lawrence                   |
| 2000 | „Let’s Get Loud”                                                       | Jeffrey Doe                        |
| 2000 | „Feelin’ So Good” (gościnnie Big Pun i Fat Joe)                        | Paul Hunter                        |
| 2001 | „Love Don’t Cost a Thing”                                              | Paul Hunter                        |
| 2001 | „Play”                                                                 | Francis Lawrence                   |
| 2001 | „Ain’t It Funny”                                                       | Herb Ritts                         |
| 2001 | „I’m Real”                                                             | Dave Meyers                        |
| 2001 | „I’m Real” (Murder Remix) (gościnnie Ja Rule)                          | Dave Meyers                        |
| 2002 | „Ain’t It Funny” (Murder Remix) (gościnnie Ja Rule oraz Caddillac Tah) | Cris Judd                          |
| 2002 | „I’m Gonna Be Alright” (Track Master Remix) (gościnnie Nas)            | Dave Meyers                        |
| 2002 | „Alive”                                                                | Jim Gable                          |
| 2002 | „Jenny from the Block” (gościnnie Styles P oraz Jadakiss)              | Francis Lawrence                   |
| 2002 | „Jenny from the Block” (wersja bez rapu)                               | Francis Lawrence                   |
| 2003 | „All I Have” (gościnnie LL Cool J)                                     | Dave Meyers                        |
| 2003 | „I’m Glad”                                                             | David LaChapelle                   |
| 2003 | „Baby I Love U!”                                                       | Melert Avis                        |
| 2005 | „Get Right”                                                            | Francis Lawrence oraz Diane Martel |
| 2005 | „Get Right” (Remix) (gościnnie Fabolous)                               | Diane Martel                       |
| 2005 | „Hold You Down” (gościnnie Fat Joe)                                    | Diane Martel                       |
| 2006 | „Control Myself” (LL Cool J, gościnnie Jennifer Lopez)                 | Hype Williams                      |
| 2006 | „Qué Hiciste”                                                          | Michael Haussman                   |
| 2007 | „Me Haces Falta”                                                       | Sanji                              |
| 2007 | „Do It Well”                                                           | David LaChapelle                   |
| 2007 | „Hold It Don't Drop It”                                                | Melina                             |
| 2008 | „Por Arriesgarnos”                                                     | Kevin Meléndez                     |
| 2009 | „Fresh Out the Oven” (gościnnie Pitbull)                               | Jonas Akerlund                     |
| 2011 | „On the Floor” (gościnnie Pitbull)                                     | TAJ Stansberry                     |
| 2011 | „I’m Into You” (gościnnie Lil Wayne)                                   | Melina Matsoukas                   |
| 2011 | „Papi”                                                                 | Paul Hunter                        |
| 2012 | „Dance again” (gościnnie Pitbull)                                      | Paul Hunter                        |
| 2012 | „Goin' In” (gościnnie Flo Rida)                                        |                                    |
| 2013 | „Live It Up” (gościnnie Pitbull)                                       |                                    |
| 2014 | Same Girl                                                              |                                    |
| 2014 | I Luh Ya Papi (gościnnie French Montana)                               |                                    |
| 2014 | First Love                                                             |                                    |
| 2014 | Booty (gościnnie Iggy Azalea)                                          | Emil Nava                          |
| 2015 | Feel The Light                                                         | Hype Williams                      |
| 2016 | Ain’t Your Mama                                                        | Cameron Duddy                      |
| 2017 | Ni Tú Ni Yo (gościnnie Gente De Zona)                                  | Emil Nava                          |
| 2017 | Amor, Amor, Amor (gościnnie Wisin)                                     | Jessy Terrero                      |
| 2018 | El Anillo                                                              | Santiago Salviche                  |
| 2018 | Dinero (gościnnie DJ Khaled oraz Cardi B)                              | Joseph Kahn                        |
| 2018 | Te Guste (gościnnie Bad Bunny)                                         | Mike Ho                            |
| 2018 | Limitless                                                              | Jennifer Lopez                     |

### Gościnnie
| Rok  | Tytuł                      | Artysta                                                          | Reżyser                      |
| ---- | -------------------------- | ---------------------------------------------------------------- | ---------------------------- |
| 1993 | „That’s the Way Love Goes” | Janet Jackson                                                    | René Elizondo                |
| 1997 | „No Me Conoces”            | Marc Anthony                                                     | Benny Corral                 |
| 1998 | „Been Around the World”    | Puff Daddy & The Family gościnnie The Notorious B.I.G. oraz Ma$e | Paul Hunter                  |
| 2000 | „It's So Hard”             | Big Pun gościnnie Donell Jones                                   | Chris Robinson               |
| 2001 | „What’s Going On”          | Various artists                                                  | Jake Scott oraz Malik Sayeed |
| 2001 | „El Ultimo Adios”          | Various artists                                                  | ?                            |